# مذبحة بويباتونج
وقعت مذبحة بويباتونج في ليلة 17 يونيو 1992 في بلدة بويباتونج بجنوب إفريقيا.

## مذبحة
نفذ الهجوم على 45 من سكان البلدة من قبل مسلحين من سكن عمال الصلب في نزل كوامادالا، والذي كان يقع على بعد حوالي 1 كم من البلدة. وقتل 45 شخصاً وتشوه العديد.   
وكان المهاجمون من أنصار حزب حرية إنكاثا المنافس لحزب المؤتمر الوطني الأفريقي.  في ذلك الوقت، كانت حكومة جنوب إفريقيا والعديد من الجماعات السياسية الأخرى تتفاوض بشأن اتفاقية محادثات جنوب إفريقيا الديمقراطية. بعد المذبحة بوقت قصير، ادعى أعضاء المؤتمر الوطني الأفريقي أن قوة شرطة جنوب إفريقيا بالتعاون مع حزب حرية إنكاثا نظمت الغارة، وبالتالي خرج حزب المؤتمر الوطني الأفريقي من المفاوضات. كما تم اقتراح أن الغارة كانت جزءًا من أنشطة عملية ماريون التابعة لقوات دفاع جنوب إفريقيا. استأنف حزب المؤتمر الوطني الأفريقي المفاوضات بعد وقت قصير من مذبحة بيشو في 7 سبتمبر 1992.
تم ذكر المجزرة في قرار مجلس الأمن الدولي رقم 765 بتاريخ 16 يوليو 1992.
عقدت محاكمة جنائية في عام 1993، تضمنت شهادة 120 من سكان بويباتونج، وأدانت مناصري الحزب بارتكاب جرائم في المذبحة، لكنها قضت بأن الشرطة لم تلعب أي دور فيها. خلصت لجنة الحقيقة والمصالحة في عام 1998 إلى أن الشرطة كانت متورطة في الواقع في الهجوم، لكن لجنة العفو التابعة لهيئة الحقيقة والمصالحة وجدت في عام 2000 أن الشرطة لم تكن متورطة في النهاية.

## مزيد من الجدل
في مقابلة مع الصحفي ريان مالان في أكتوبر 1998، اعترف الرقيب غيرهاردوس «بيدرو» بينز، الذي ادعى أنه لم يكن في بويباتونج وقت المجزرة، بأنه كان في بويباتونج يحقق في جريمة قتل، ويقود سيارة كاسبير، لكنه ادعى أنه قد غادر قبل المجزرة. وكان بينز قد نفى في السابق أنه كان في بويباتونج في سيارة كاسبير على الإطلاق. وقد نظرت لجنة الحقيقة والمصالحة فيما بعد في بيان بينز في تحقيقاتها. جاء اعتراف بينز بسبب طلب العفو الذي قدمه ستة عشر من أعضاء حزب حرية إنكاثا لدورهم في مذبحة بويباتونج. 
عينت لجنة غولدستون بيتر وادينغتون لإجراء تحقيق مستقل.  صدر تقريره في 22 يوليو 1992. وذكرت أنه لا يوجد دليل على تواطؤ الشرطة في عمليات القتل. 